# Televisão de varredura lenta
Televisão de varredura lenta (em inglês:  Slow-scan television  ou SSTV) é um método de transmissão de imagem usado principalmente por operadores do serviço de radioamador para transmitir e receber imagens estáticas via rádio em preto e branco ou a cores.

## Conceito

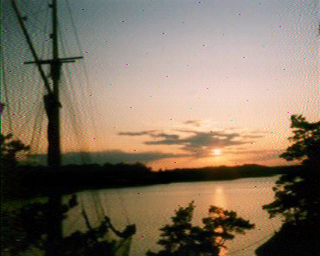
Resultado de uma imagem recebida a partir de uma transmissão SSTV.

O SSTV é transmitido usando a modulação em banda lateral única, (ou SSB), a varredura é o método pelo qual a imagem é analisada, é muito semelhante a leitura de um texto, linha por linha, de cima para baixo. Cada linha é lida (varrida) da esquerda para a direita, sendo composta de pequenos pontos (ou pixel em inglês) teoricamente quadrados. Por exemplo, no modo Martin1, a imagem original deve ter 256 linhas com 320 pontos cada, e cada linha é varrida três vezes seguidas, para poderem ser lidos sequencialmente os valores de cada uma das três componentes de cor de cada ponto, que são o vermelho, verde e azul. É um método muito mais lento para transmissão de imagem, uma vez que normalmente leva entre oito segundo a poucos minutos para transmitir uma caixa de imagem.
Como os sistemas de SSTV operam em frequências de voz (audíveis), os radioamadores utilizam este sistema nas faixas de ondas curtas (também conhecido como HF), em VHF (144 MHz) e UHF (432 MHz). No entanto é preferível usar a banda 1250 MHz e 10.5 GHz, a chamada ATV (Amateur Television) transmitida a 25 quadros por segundo em PAL (ou NTSC nos EUA).
O SSTV é na verdade uma modalidade de FAX na qual, em vez de se usar papel para receber a imagem, usa-se um tubo de raios catódicos (ou seu substituto moderno, a tela de LCD).